# Hana Dumková
Hana Dumková (15. května 1847 Praha – 13. února 1920 Praha) byla česká odborná spisovatelka, autorka kuchařských knih.

## Život a rodina
Podle matriky se narodila 15. května 1847 v Praze v č. 771-I (dnes již neexistující dům na Starém Městě) jako Johanna Carolina Hartmann(ová), nemanželská dcera Barbory Hartmannové; otec nebyl v matrice uveden. Zveřejněné životopisy nicméně většinou uvádějí rok narození 1851 bez přesného data.
Dne 28. září 1867 se na Vyšehradě provdala za Josefa Dumka (1844–1903), zemědělského radu a odborného spisovatele. Z jejich dětí se nejvíce proslavila herečka Hana Benoniová a na přelomu století i Josef Dumek mladší (1869–1950), literárně činný důstojník rakouské armády a podnikatel.
Podle matriky zemřela 13. února 1920 ve vinohradské nemocnici na zápal plic. (Nekrology zpravidla uvádějí úmrtí 14. února 1920 na chřipku.) Pohřbena byla na Vyšehradě.
Někdy bývá uváděna s křestním jménem Hanna, popř. v německých vydáních jako Hanna Dumek.

## Dílo
Přispívala do hospodářských časopisů a proslavila se jako autorka kuchařek. Knižně vyšly např.:
- Úprava jídel zemákových (1880). Dostupné online.
- Česká kuchařka (1883 s reedicemi). Dostupné online.
- Ovoce, užití jeho v domácnosti a kuchyni (1883 nebo 1884). Dostupné online.
- 586 jídel z vajec (1884 nebo 1885). Dostupné online.
- Čokoládová jídla a nápoje (1885)
- Pro nemocné jídla a nápoje (1890)

v němčině:
- 810 Kartoffelspeisen : mit vielen praktischen Zusätzen / von Hanna Dumek (1882)